# Deltavoiles
Deltavoiles est une voilerie française fondée en 1972 par Michel Mante. Cette voilerie propose des voiles de haute technologie pour la régate et la course au large mais aussi des voiles pour le plaisancier. Elle est en concurrence avec North Sails.
L'entreprise est divisée en "delta racing" pour la compétition et "delta cruising" pour la plaisance.
Son principal actionnaire Didier Brunelin dirige un groupe de transports dans les Yvelines,.
Il détient (via Incidence Group) /
- Incidence Sails (La Rochelle)[3].
- Incidences Technologies (Perigny)[4].

## Palmarès
Les voiles de Deltavoiles ont gagné de nombreuses courses. Pour l'année en cours de janvier à septembre 2010, l'entreprise s'est classée vainqueur (catégorie ou général) dans les courses suivantes :
- Tour de France à la voile sur Nouvelle-Calédonie : vainqueur
- Normandy week  sur J80 : vainqueur : CG29 École Navale
- Grand Prix du Crouesty sur monotype 7.50 Brétéché : vainqueur, 2e et 3e : Albatros ; Garance ; Chimene
- Interligues Hyères sur optimist benjamin : vainqueur : Tanguy Rulleau
- 100 milles de Port Grimaud vainqueur toutes classes : 102° Sud (First 34.7)
- Trophée SNSM 2010 toutes classes : vainqueur : SNSM Var (OOD 34)
- Grand Prix de l'Atlantique Farr 30 : Vainqueur : Nouvelle-Calédonie
- Championnat de Méditerranée Surprise vainqueur et 2e : Zig-Zag, Mister X
- SNIM Morgane se classe 1er des Grand Surprise en IRC 3